# Nikki Bull
Nikki Bull (* 2. Oktober 1981 in Hastings) ist ein englischer Fußballtorhüter, der seit Juli 2010 bei den Wycombe Wanderers unter Vertrag steht.

## Karriere
Bull spielte in seiner Jugendzeit zunächst bei Aston Villa und anschließend bei den Queens Park Rangers. 1999 erhielt er an der Loftus Road einen Profivertrag, kam für den Klub aber bis zu seinem Abgang 2002 zu keinem Einsatz im Profiteam.
Er wechselte in den Amateurbereich in die Isthmian League zum ambitionierten Klub Aldershot Town, der sich mit einer Reihe von Profis verstärkte, um den Sprung über die Football Conference in die Football League zu schaffen. Bereits in der ersten Saison gelang der Aufstieg in die Football Conference, dort scheiterte man in den beiden folgenden Saisons jeweils in den Aufstiegs-Play-Offs zur Football League. Nach zwei durchwachsenen Saisons gewann man in der Saison 2007/08 mit 101 Punkten souverän den Meistertitel und stieg in den Profibereich des englischen Fußballs auf. Bull gehörte dabei zu den Leistungsträgern seines Klubs, in der Aufstiegssaison wurde er zum besten Spieler und besten Torhüter der Football Conference bestimmt, die Anhänger Aldershots wählten ihn 2003, 2006 und 2008 zum Spieler des Jahres.
Nach dem Aufstieg kam es zu Irritationen um den Verbleib von Bull bei Aldershot, nachdem dieser ein Vertragsangebot von Aldershot zunächst ablehnte und ein nachgebesserter Vertrag wenige Stunden vor der Unterschrift vom Klubpräsidenten zurückgezogen wurde. Einige Tage später einigten sich die beiden Parteien doch noch auf einen neuen Zwei-Jahres-Vertrag.
Er debütierte in der Football League Two am 9. August beim Saisonauftakt gegen Accrington Stanley und kam im weiteren Saisonverlauf zu insgesamt 30 Ligaeinsätzen. Ende Juli 2009 löste er seinen Vertrag bei Aldershot auf und unterschrieb wenige Tage später beim Drittligisten FC Brentford.
Bei Brentford musste er sich jedoch der Reservistenrolle begnügen, da der vom FC Arsenal ausgeliehene Torhüter Wojciech Szczęsny sich einen Stammplatz sichern konnte und diesen nicht mehr abgab. Im Juni 2010 unterzeichnete Bull einen auf ein Jahr befristeten Vertrag beim Viertligisten Wycombe Wanderers. Dort war er über die gesamte Saison hinweg Stammtorhüter und stieg mit dem Klub als Tabellendritter in die Football League One auf.
Zwischen 2003 und 2007 kam Bull zu insgesamt vier Einsätzen für „England C“, einer Nationalauswahl von Spielern aus dem Non-League football.